# Consorcio Vial Armenia
El Consorcio Vial Armenia es una unión temporal de empresas de ingeniería civil seleccionada por la Alcaldía de Armenia, Quindío, para ejecutar dos proyectos primordiales de infraestructura vial en la ciudad: la construcción del Intercambiador Vial de Bomberos, que cruza la Avenida 19 de Enero con la Avenida 14 de Octubre y la rehabilitación de 12 kilómetros de malla vial urbana.

## Composición
El Consorcio Vial Armenia está conformado por cuatro empresas colombianas dedicadas a la ingeniería civil, que resultaron ganadoras de la licitación en mayo de 2025 para ejecutar las obras viales en la ciudad de Armenia.
- Promotora El Campín S. A. (50 %) – empresa con sede en Cartagena, constituida el 19 de noviembre de 1998, especializada en obras civiles del sector público.
- Vernier Infraestructura S. A. S. (30 %) – firma con sede en Cartagena, fundada en septiembre de 2020, con experiencia en infraestructura vial.
- LMP Ingeniería S. A. S. (10 %) – empresa constituida en Barranquilla el 30 de diciembre de 2018, enfocada en obras de ingeniería civil ([El Quindiano][2]).
- GCCI – Grandes Construcciones Civiles Iberoamérica S. A. S. (10 %) – firma cartagenera constituida hace año y medio (2023) con participación menor, pero incluida en el consorcio.

Estas cuatro empresas se asociaron para ejecutar dos frentes de obra simultáneos: la construcción del intercambiador vial en la glorieta de Bomberos y la rehabilitación de 12 km de malla vial urbana en distintos barrios de Armenia.

## Proyectos adjudicados
Intercambiador vial de Bomberos.
Este proyecto se desarrollará en la intersección de la carrera 19 con calle segunda norte con el objetivo de mejorar la movilidad en uno de los puntos más congestionados de la ciudad. Las obras incluyen:
- Intervención de 400 metros lineales.
- Excavación de 25 000 metros cúbicos.
- Construcción de 230 pilotes.
- Instalación de 1 500 metros cúbicos de concreto.

Rehabilitación de malla vial
Se intervendrán 12 kilómetros de vías urbanas en diferentes sectores de Armenia, incluyendo:
El Sinaí
Carrera 15 norte (sector Laureles)
Calle segunda norte
Avenida 14 de Octubre y barrios como La Fachada
La Cabaña
El Poblado
Villa Liliana
Bosques de Pinares
La Patria y Ciudad Dorada.

## Financiamiento y condiciones contractuales
El contrato adjudicado al Consorcio Vial Armenia tiene un valor cercano a los 59 000 millones de pesos, provenientes de un empréstito autorizado por el Concejo Municipal por 170 000 millones de pesos. Una de las condiciones destacadas del contrato es que no se realizarán anticipos
los pagos se efectuarán conforme al avance de las obras.

## Estado actual del proyecto
A julio de 2025, el proyecto se encuentra en fase de preconstrucción, tras haber legalizado también el contrato de interventoría con la Fundación Universidad del Valle por 6.060 millones de pesos. Actualmente se realizan actividades previas como socialización con la comunidad, planes de manejo de tráfico y coordinación con redes de servicios públicos, sin que se otorguen anticipos al contratista; el inicio de la obra física está previsto para agosto de 2025, una vez finalicen estos ajustes técnicos y administrativos.

## Controversias
El Consorcio Vial Armenia recibió en mayo de 2025 un contrato por 58.180 millones de pesos adjudicado por la Alcaldía de Armenia, durante la administración del alcalde James Padilla García, para la construcción del intercambiador vial de la Glorieta de Bomberos y la rehabilitación de 12 km de malla vial en la ciudad. El proceso ha generado controversia debido a que dos de las principales empresas que integran el consorcio (Promotora El Campín y Vernier Infraestructura SAS) han estado vinculadas previamente a proyectos con presuntos incumplimientos, embargos e irregularidades en documentos.